# 2011年香港區議會選舉種票風波

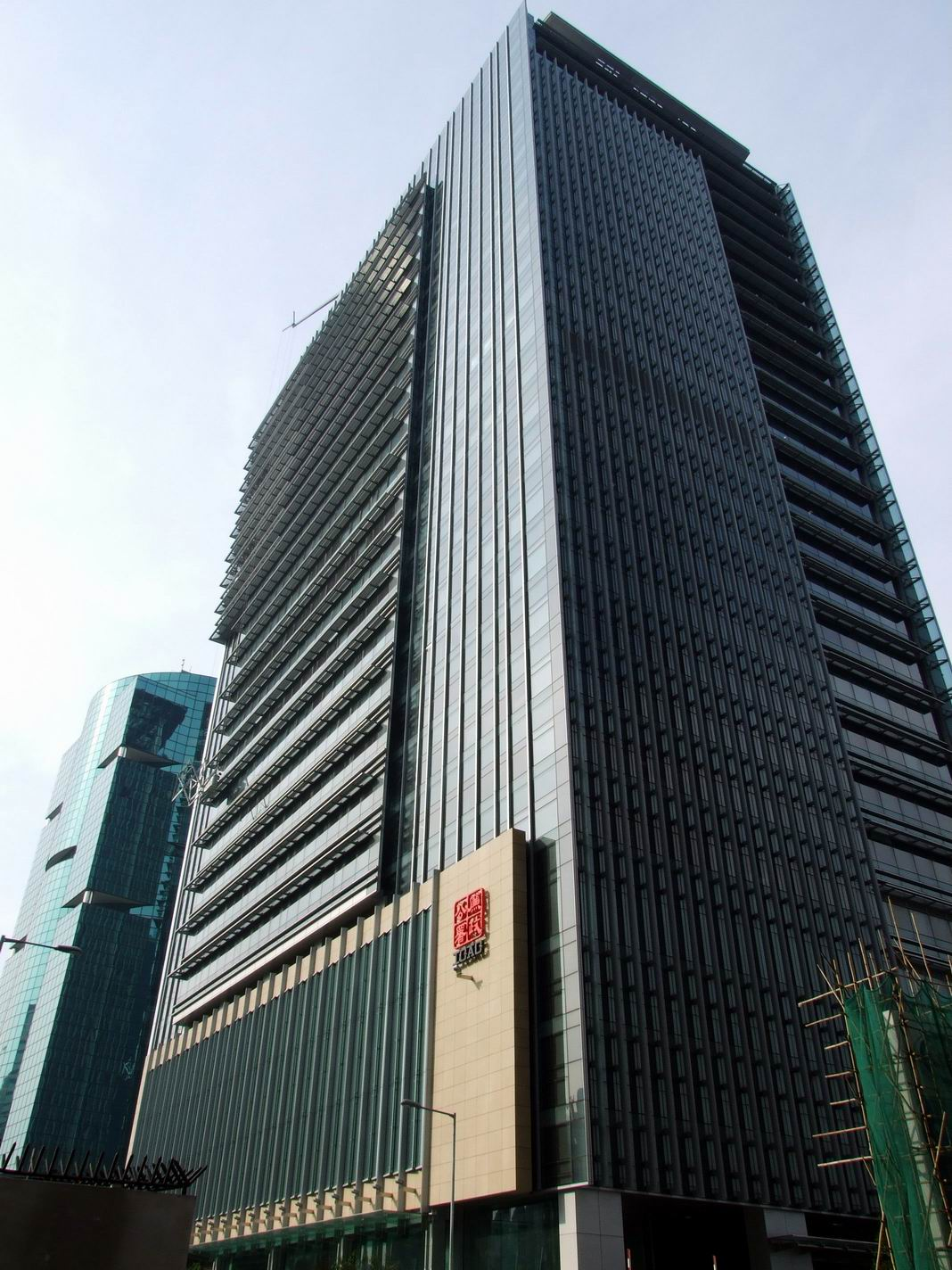
廉政公署展開代號「浪花」行動打擊種票

2011年香港區議會選舉種票風波是指2011年香港區議會選舉結束後，有傳媒及政黨人合作揭發多宗涉嫌「種票」個案，揭露現行選民登記制度只方便選民登記，不防範虛報住址的漏洞。廉政公署調查後並成功檢控45人，唯事件起源「1屋7姓13票」的8名疑犯獲釋。

## 1屋7姓13票
11月20日，角逐連任但落敗的美孚南區議員公民黨王德全翻查選民登記冊，發現選區內美孚新邨78座12B單位，有7個姓氏共13名選民登記。11月21日《蘋果日報》以「1屋7姓13票」為題於頭版報道，質疑有人涉嫌種票。11月24日 《明報》以「美孚選民不住美孚」為題作大篇幅報道，揭發當中「黃李」二家確實不住在美孚。美孚新邨78座12B單位屬於廣東省茂名市政協梁平，除登記業主梁平和女兒梁凱凝外，還有11名選民登記，分別姓黃、楊、李、潘、丁及陳。梁平於事發後舉家搬走避風頭，警員登門調查亦摸門釘。
12月7日，西九龍總區重案組拘捕報住美孚新邨78座12B單位的8男女，介乎20至56歲，分別為李進鋒（茂名市政協增補委員）、潘麗華夫婦與女兒李慧儀、李慧珊一家，以及黃皆、楊桂英夫婦與兒子黃承業、黃子揚一家，8人被控提供虛假資料罪，但由於有關人士沒有投票，故暫不構成選舉舞弊罪行。多名被捕人士同屬由梁平擔任董事的「香港茂名同鄉總會」，該會主席劉劍明是與內地統戰部及建制派關係密切的社團人士，並曾公開支持勝出的民建聯黃達東的「茂名同鄉會」。
2012年7月19日，律政司認為起訴證據不足而兩度發還案件，警方決定釋放8名疑犯。由於本案涉及《選舉管理委員會條例》，相關罪行屬《簡易程序治罪條例》，只得6個月刑事追溯期，以該批虛報住址的選民表格發出日期算起，當警方接手調查時，案件已臨近追溯期屆滿，故警方曾趕及在去年底，將案件呈交過律政司一次，申請提出起訴，惟律政司研究後認為起訴證據不足，將案件發回警方。6個月的刑事追溯期屆滿後，警方只能循串謀罪行方向追查，因相關罪行可透過普通法治罪，不受時間規限。但警方調查始終未有突破，於6月第二次將案件呈交律政司後，再因證據不足而被發還案件，最終釋放全部8人。

## 京士柏選區
西九新動力梁偉權以2票之差擊敗民協林健文後，林健文於11月27日和28日向選舉處及廉署投訴區內有3個單位出現「1屋5姓」，但土地註冊處資料顯示該等人士無一為單位業主，3個單位共涉16名選民，連同該區早前發現的41名疑似種票選民，累積有57宗個案。
12月2日，香港廉政公署採取「浪花」行動，落案控告疑似種票者。2012年1月5日，廉署展開「浪花」行動的第二階段，再拘捕27人。落選人黃標及部分區議員被送到鰂魚涌廉署總部協助調查。截至2012年底，共有55人因「種票」及相關罪行而被檢控，除了其中7人被判無罪及3人正等候審訊外，另外45人已被定罪，分別被判社會服務令至監禁1年不等。
2013年3月22日，當選的梁偉權因在只獲得6張支持者同意書的情況下，偷步在選舉刊物中列出其餘未得書面確認包括米雪和高志森在內共52名支持者的名稱，涉嫌違犯選舉條例，被判罰15,000元，高院頒令京士柏選區需重選。儘管多人在京士柏選區種票被定罪，法官林文翰在判詞中說，今次裁決並未考慮種票案對選舉的影響。呈請人林健文後來於補選勝出。

## 屏山南選區
一名長期在深圳居住的港人，游說另外亦住在深圳的6名港人同鄉，虛報以洪水橋一個貨倉為地址登記成選民。他們承認在選民登記中作虛假陳述的控罪，屯門裁判法院裁定，首被告監禁4個月，緩刑兩年；其餘6名被告，判監兩個月，緩刑12月個月。裁判官判刑時指，有人肆意破壞選舉，令人懷疑案件是精心策劃的騙局，法庭不會姑息任何人，要嚴厲處罰，考慮到首被告患腸癌，故判處緩刑，否則將即時監禁。而6被告無投票，無影響選舉結果，亦無證據證明合謀種票，故判處緩刑。

## 各方反應

### 曾蔭權
時任香港行政長官曾蔭權回應事件時，最初於11月21日形容選舉後有各種不同投訴「見怪不怪」，隨後於11月24日改口表示選舉管理委員會已積極和嚴肅跟進事件。

### 選舉管理委員會
截至11月28日，選舉管理委員會針對種票風波，已向133名住址有可疑的選民發出書面查訊，要求提供正確住址證明。當局正研究改善選民登記制度，包括考慮要求市民登記選民必須提供住址證明，或者強制選民投票時必須攜帶投票通知書。

### 泛民
11月21日，民主黨、公民黨、新民主同盟及民協於選舉事務處抗議選民登記制度漏洞，民主黨和公民黨建議政府抽查選民登記。
2012年7月20日，美孚南落敗的公民黨王德全在釋放八名疑犯後表示對律政司不起訴極失望，質疑有政治考慮。

### 政制及內地事務局
2012年4月，政制及內地事務局收集了公眾意見後發表《選民登記制度優化措施諮詢報告》，提出以下建議：
1. 任何人士要求申請成為地方選區選民，或已登記選民搬遷後欲更新其登記住址，必須同時提交住址證明作為標準的證明文件
2. 就沒有更新住址的選民加入罰則，或對在法定 限期前未有申報更改了的住址而其後在選舉中投票 的選民，加入罰則
3. 修訂現時各項有關選民登記的法定限期，以預留足夠的時間，讓選舉登記主任在發表正式選民登記冊前，進行查核和審核的程序，以及讓公眾查閱、並提出申索和反對
4. 供公眾查閱的選民登記冊，除了現時只按選民的姓名列出選民的主要住址，是否亦應該按選民的主要住址列出同一地址的有關選民的姓名，方便公眾查核與其住址相關的不尋常登記
5. 要求選民在投票站須出示投票通知卡後才可以投票
6. 將《選舉管理委員會（選民登記）（立法會地方選區）（區議會選區）規例》（第 541A 章）下有關虛假聲明的罪行，轉移至《選舉（舞弊及非法行為） 條例》（第 554 章）成為舞弊或非法行為，並由廉政公署進行執法，或提高有關罪行的現有刑罰水平

### 香港人權監察
香港人權監察指，選舉權是《基本法》和《公民權利和政治權利國際公約》所保障的公民權利。落實選舉權，其中一途徑是確保選舉行政、操作以至制度公平公正。種票事件令人質疑中央操控選舉，擔心有損一國兩制，打擊香港選舉制度公平公正公信力。香港人權監察在其網站設立「2011-12年選舉種票事件專頁」。

## 其他懷疑種票選區
其後傳媒及政黨人士陸續揭發個案，例如旺角一個面積約400平方呎的貨倉單位，有多達11個不同姓氏的選民同時報住、堅尼地城三幢拆卸中或已拆卸舊樓有101名選民報住、華富邨一幢僅得21層的樓宇中有選民報稱居住於「32樓」及「24樓」單位等。
- 中環（10月發現）參選人衛珮璇在選民名冊上，她報稱居住的單位是中環鴨巴甸街東澤臺某一個單位，只有250呎的實用面積，卻住了6人
- 西環（11月發現）有多達101個選民，登記在一個已拆卸舊樓原址。
- 寶翠（11月發現）一幢舊樓登記了11名選民，包括住客未聽聞過的8名人。
- 正街（11月發現）
- 司徒拔（12月發現）區內其中一個位於晉源道的地下單位，業主是台山市政協常委、台山商會董事林國堅，單位竟有5姓8名登記選民。撇除他的家人和前業主，尚有兩名姓馮和一名姓麥的懷疑種票選民。
- 樂活（12月發現）區內雲暉大廈，早在2009年已被政府產業署收回，但A及B座多個單位合共仍登記有36名選民。
- 太古城西（12月發現）湖北政協梁亮勝名下一個太古城中層單位，有6姓共7名選民登記，當中卻不包括梁亮勝一家。
- 華富
- 佐敦東（11月發現）
- 佐敦西（11月發現）有約30名選民填報跨區住址，其中一人報住在油麻地一間燒臘店
- 旺角南（11月發現）波鞋街重建項目住戶已全部遷出，但選民登記冊上，仍有數十名選民報住上址
- 櫻桃
- 黃埔東（11月發現）最少10多個單位報稱有6至9名登記選民，涉及3個姓氏或以上。
- 龍星（12月發現）在龍蟠苑龍璧閣一個中層單位，登記了「1屋5姓」選民
- 八鄉南（11月發現）
- 耀安（11月發現）
- 南丫及蒲台（11月發現）最少11人的報住地址是「蒲台島小屋」、20多人的住址是度假屋、餐廳或士多。
- 坪洲及喜靈洲（11月發現）
- 另外，民主黨調查中，北區聯和墟、粉嶺市、祥華、華都與天平東選區出現逾二千個名同名同姓的選民，其中兩個不同選區同時出現的選民名字有1376個，在同一選區不同票站出現的選民名字有620個。其中一個選民名字，出現在全部5個選區8個票站，共9個登記地址。
- 石蔭，智石樓出現多戶「一屋五姓五票」[33]

## 外部連結
香港人權監察：2011-12年選舉種票事件專頁（原始内容（页面存档备份，存于） 存档于2012-02-05）